# Euschistus servus
Euschistus servus är en insektsart som först beskrevs av Thomas Say 1832.  Euschistus servus ingår i släktet Euschistus och familjen bärfisar.

## Underarter
Arten delas in i följande underarter:
- E. s. servus
- E. s. euschistoides